# Eva Cendon
Eva Cendon (* 1971 in Graz) ist eine österreichische Pädagogin.

## Leben
Von 1990 bis 1993 absolvierte sie eine Ausbildung zur Grundschullehrerin an der Pädagogischen Akademie Graz-Seckau. Von 1994 bis 1999 absolvierte sie ein Diplomstudium der Pädagogik mit den Schwerpunkten Erwachsenenbildung sowie Frauen- und Geschlechterforschung am Institut für Erziehungs- und Bildungswissenschaften an der Universität Graz. Von 1999 bis 2005 absolvierte sie ein Doktoratsstudium der Philosophie an der Universität Graz mit den Schwerpunkten Erwachsenenbildung sowie Frauen- und Geschlechterforschung. Von 1999 bis 2005 war sie wissenschaftliche Mitarbeiterin an den Universitäten Graz und Klagenfurt. Von 2001 bis 2002 hatte sie einen Forschungsaufenthalt an der Universität Utrecht im Rahmen des Doktoratsstudiums. Von 2005 bis 2008 war sie wissenschaftliche Mitarbeiterin am Department für Weiterbildungsforschung und Bildungsmanagement an der Donau-Universität Krems. Von 2009 bis 2016 leitete sie die Forschungsstelle Weiterbildungsforschung und Bildungsmanagement an der Deutschen Universität für Weiterbildung (DUW), Entwicklung und Leitung des berufsbegleitenden weiterbildenden Masterstudiengangs Bildungs- und Kompetenzmanagement. Von 2016 bis 2018 war sie wissenschaftliche Mitarbeiterin im Lehrgebiet Lebenslanges Lernen an der FernUniversität in Hagen. Seit April 2016 ist sie Mitglied der Gesamtleitung im Projekt: Wissenschaftlichen Begleitung des Bund-Länder-Wettbewerbes „Aufstieg durch Bildung: offene Hochschulen“. Seit März 2018 lehrt sie als Inhaberin des Lehrstuhls für Wissenschaftliche Weiterbildung und Hochschuldidaktik in Hagen.
Ihre Forschungsschwerpunkte sind Konzepte und Strategien des Lebenslangen Lernens, Kompetenz- und Lernergebnisorientierung und ihre Umsetzung in Lehr-/Lernprozessen, Reflexion und Reflexivität in Lehr-Lernprozessen, Rollen von Lehrenden in der Hochschulweiterbildung und Ansätze des Action Research und Praxisforschung.

## Schriften (Auswahl)
- The pariah as figuration? Embodied existence and utopia in the work and life of Hannah Arendt. Graz 2008, ISBN 978-3-7011-0095-8.
- als Herausgeberin mit Helmut Vogt und Doris Marth: Wissenschaftliche Weiterbildung im Hochschulraum Europa. 14. – 16. September 2005 an der Universität Wien. Hamburg 2006, ISBN 3-88272-128-6.
- als Herausgeberin mit Roswitha Grassl und Ada Pellert: Vom Lehren zum Lebenslangen Lernen. Formate akademischer Weiterbildung. Münster 2013, ISBN 3-8309-2971-4.
- als Herausgeberin mit Ada Pellert und Anita Mörth: Theorie und Praxis verzahnen – Lebenslanges Lernen an Hochschulen. Münster 2016, ISBN 3-8309-3374-6.